# Josemar Carvalho
Josemar Pinheiro de Carvalho, mais conhecido como Professor Josemar (São Gonçalo, 30 de setembro de 1975) é um professor e político brasileiro filiado ao Partido Socialismo e Liberdade (PSOL). Atualmente é deputado estadual do Rio de Janeiro, tendo antes sido vereador em São Gonçalo.

## Biografia
Formado em geografia pela UFF, Josemar iniciou sua trajetória política em 1991 ainda no movimento estudantil, quando fez parte do grêmio do Colégio Macedo Soares. Em 2003, rompe com o PT após as expulsões de Heloísa Helena, Babá, João Fontes e Luciana Genro do partido e passa a integrar a coordenação de legalização e fundação do PSOL no Rio de Janeiro. Em 2008, se candidata pela primeira vez à prefeitura de São Gonçalo, numa aliança formada com o PCB, recebendo pouco mais de 14 mil votos. Volta a se candidatar a prefeitura em 2012 pela chapa "Acorda São Gonçalo!", repetindo a aliança da eleição anterior, e termina em quarto lugar com 19.510 votos, correspondente a 4,22% dos votos válidos.
Nas eleições de 2014, se candidata a uma vaga na Assembleia Legislativa do Estado do Rio de Janeiro e consegue a primeira suplência do partido ao obter 11.100 votos. Em 2016 se candidatou pela terceira vez à Prefeitura de São Gonçalo, ficando com 4,14% dos votos válidos. No ano seguinte, Josemar ajuda a fundar em São Gonçalo a Rede Emancipa, um movimento social de cursinhos populares pré-universitários que é pautada na luta pela democratização do acesso à Universidade, tornando-se coordenador do projeto na cidade.
Em 2018, se candidatou novamente a uma vaga na ALERJ, obtendo outra vez a suplência. Nas eleições de 2020, Professor Josemar pretendia concorrer a prefeitura de São Gonçalo pela quarta vez, chegando a lançar sua pré-candidatura, mas se retirou da disputa posteriormente após o PSOL firmar uma aliança com o PCdoB e optou por concorrer a uma vaga na Câmara de Vereadores da cidade. Foi eleito vereador com 4.995 votos, sendo a segunda maior votação do município.
Nas eleições de 2022, se candidatou pela terceira vez à deputado estadual, quando foi eleito com 28.409 votos, correspondente a 0,33% dos votos válidos.
Durante seu mandato, foi autor da Lei Vini Jr, como medida para combater casos de racismo nos estádios e arenas do estado do Rio de Janeiro.

## Desempenho em eleições
| Ano  | Eleição                     | Candidato a       | Partido | Coligação                                         | Votos          | Resultado                |
| ---- | --------------------------- | ----------------- | ------- | ------------------------------------------------- | -------------- | ------------------------ |
| 2008 | Municipal de São Gonçalo    | Prefeito          | PSOL    | São Gonçalo Precisa de Uma Revolução (PSOL, PCB)  | 14.246 (2,95%) | Não eleito               |
| 2010 | Estaduais do Rio de Janeiro | Deputado Federal  | PSOL    | sem coligação proporcional                        | 6.125 (0,08%)  | Não eleito               |
| 2012 | Municipal de São Gonçalo    | Prefeito          | PSOL    | Acorda São Gonçalo! (PSOL, PCB)                   | 19.510 (4,22%) | Não eleito               |
| 2014 | Estaduais do Rio de Janeiro | Deputado Estadual | PSOL    | sem coligação proporcional                        | 11.100 (0,14%) | Não eleito (1° suplente) |
| 2016 | Municipal de São Gonçalo    | Prefeito          | PSOL    | São Gonçalo Precisa de Uma Revolução! (PSOL, PCB) | 16.754 (4,14%) | Não eleito               |
| 2018 | Estaduais do Rio de Janeiro | Deputado Estadual | PSOL    | Mudar é Possível (PSOL, PCB)                      | 19.001 (0,25%) | Não eleito (3° suplente) |
| 2020 | Municipal de São Gonçalo    | Vereador          | PSOL    | sem coligação proporcional                        | 4.995 (1,26%)  | Eleito                   |
| 2022 | Estaduais do Rio de Janeiro | Deputado Estadual | PSOL    | Federação PSOL REDE (PSOL, REDE)                  | 28.409 (0,33%) | Eleito                   |
| 2024 | Municipal de São Gonçalo    | Prefeito          | PSOL    | Federação PSOL REDE (PSOL, REDE)                  | 14.397 (3,14%) | Não eleito               |